# الحصن (سرار)

تعديل مصدري - تعديل

الحصن هي إحدى قرى عزلة سرار بمديرية سرار التابعة لمحافظة أبين، بلغ تعداد سكانها 128 نسمة حسب تعداد اليمن لعام 2004.